# Beagle (hond)

Shemsu Sotis Perun1.jpg

De beagle is een hondenras. In Groot-Brittannië werd en wordt hij gebruikt voor de jacht op konijnen en hazen. De hond wordt gebruikt om het wild op te jagen zodat de jager erop kan schieten.

## Kenmerken
De hond is stevig en compact gebouwd. De schofthoogte varieert van 33 tot 41 cm en het gewicht tussen de 11 en 15 kilo. De hond kan zo'n 15 jaar oud worden.
De hond komt voor in de kleuren zwart, tan en wit en 'lemon en white'; de meeste beagles hebben alle drie de kleuren ("tricolor"). Minder komen voor driekleurenschimmel (kleine zwarte plekjes en stipjes in het wit) en blauwschimmel (hetzelfde in blauw). Oudere beagles hebben ook grijze haren.

## Naam
De naam Beagle is afkomstig van het woord Beag, Beg of Beigh, wat "klein" betekent in het Keltisch, en werd voor het eerst gebruikt in de regeringstijd van koning Henry VII (tussen 1457 en 1509).

## Karakter
De beagle is een jachthond (met name op haas en konijn) met als taak met de neus te jagen in een groep (een meute). Hij is alert (maar niet waakzaam). Beagles hebben een erg eigenwijs karakter. Door sommige mensen wordt deze eigenwijsheid nog weleens verward met een gebrek aan intelligentie, maar dit is zeer zeker niet het geval. Beagles zijn juist uitermate intelligent. De honden zijn in het algemeen zachtaardig, vriendelijk en niet agressief of verlegen. Ze houden van menselijk gezelschap. Ze zijn over het algemeen sociaal naar andere honden.
Beagles hebben voldoende beweging nodig (een volwassen hond zo'n 1,5 uur per dag).

## Rasverenigingen
- Beagle Club Nederland
- Belgian Beagle Club

Alpenländische dachsbracke ·
American foxhound ·
Anglo-Français de petit vénerie ·
Ariégeois ·
Basset artésien normand ·
Basset bleu de Gascogne ·
Basset fauve de Bretagne ·
Basset hound ·
Beagle ·
Beagle-harrier ·
Beierse bergzweethond ·
Billy ·
Black and tan coonhound ·
Bloedhond ·
Bosanski ostrodlaki gonic barak ·
Brandlbracke ·
Briquet griffon vendéen ·
Chien d'Artois ·
Crnogorski planinski gonic ·
Dalmatiër ·
Drever ·
Duitse brak ·
Dunker ·
Eesti hagijas ·
Erdélyi kopó ·
Finse brak ·
Foxhound ·
Français blanc et noir ·
Français blanc et orange · 
Français tricolore ·
Gończy Polski ·
Grand anglo-français blanc et noir ·
Grand anglo-français blanc et orange ·
Grand anglo-français tricolore · 
Grand basset griffon vendéen ·
Grand bleu de Gascogne ·
Grand Gascon saintongeois ·
Grand griffon vendéen ·
Griffon bleu de Gascogne ·
Griffon fauve de Bretagne ·
Griffon nivernais ·
Haldenstøvare ·
Hamiltonstövare ·
Hannoveraanse zweethond ·
Harrier ·
Hellinikos ichnilatis ·
Hygenhund ·
Istarski kratkodlaki gonic ·
Istarski ostrodlaki gonic ·
Ogar polski ·
Otterhound ·
Petit basset griffon vendéen ·
Petit bleu de Gascogne ·
Petit Gascon saintongeois ·
Poitevin ·
Porcelaine ·
Posavski gonic ·
Pronkrug ·
Sabueso español ·
Schillerstövare ·
Schweizer Laufhund ·
Schweizerischer Niederlaufhund ·
Segugio italiano (korthaar) ·
Segugio italiano (ruwhaar) ·
Segugio maremmano ·
Slovensky kopov ·
Smalandstövare ·
Srpski gonic ·
Srpski trobojni gonic ·
Steirische rauhhaarbracke ·
Tiroler brak ·
Westfaalse dasbrak
- Biblioteca Nacional de España: XX529410
- Bibliothèque nationale de France: cb119647887 (data)
- Gemeinsame Normdatei: 4196825-6
- Library of Congress Control Number: sh85012629
- Bibliotheek van het Japanse parlement: 01022395
- Nationale Bibliotheek van Tsjechië: ph135633
- Nationale Bibliotheek van Israël: 987007282412805171